# Słowacja na Mistrzostwach Świata w Lekkoatletyce 2017
Słowacja na Mistrzostwach Świata w Lekkoatletyce 2017 – reprezentacja Słowacji podczas mistrzostw świata w Londynie liczyła 5 zawodników, którzy nie zdobyli żadnego medalu.

## Skład reprezentacji
Mężczyźni
| Zawodnik     | Konkurencja        | Pre-eliminacje | Pre-eliminacje | Eliminacje | Eliminacje | Półfinał | Półfinał | Finał    | Finał   |
| Zawodnik     | Konkurencja        | Rezultat       | Pozycja        | Rezultat   | Pozycja    | Rezultat | Pozycja  | Rezultat | Pozycja |
| ------------ | ------------------ | -------------- | -------------- | ---------- | ---------- | -------- | -------- | -------- | ------- |
| Ján Volko    | bieg na 100 metrów | 10,15          | 1. Q           | 10,25      | 28.        | NQ       | NQ       | NQ       | NQ      |
| Ján Volko    | bieg na 200 metrów | —              | —              | 20,52      | 20. Q      | 20,61    | 15.      | NQ       | NQ      |
| Dušan Majdán | chód na 50 km      | —              | —              | —          | —          | —        | —        | DNF      | DNF     |

| Zawodnik        | Konkurencja | Kwalifikacje | Kwalifikacje | Finał | Finał   |
| Zawodnik        | Konkurencja | Wynik        | Pozycja      | Wynik | Pozycja |
| --------------- | ----------- | ------------ | ------------ | ----- | ------- |
| Marcel Lomnický | rzut młotem | 74,26        | 13.          | NQ    | NQ      |

Kobiety
| Zawodniczka   | Konkurencja   | Finał    | Finał   |
| Zawodniczka   | Konkurencja   | Rezultat | Pozycja |
| ------------- | ------------- | -------- | ------- |
| Mária Czaková | chód na 20 km | 1:35:11  | 36.     |

| Zawodniczka     | Konkurencja | Kwalifikacje | Kwalifikacje | Finał | Finał   |
| Zawodniczka     | Konkurencja | Wynik        | Pozycja      | Wynik | Pozycja |
| --------------- | ----------- | ------------ | ------------ | ----- | ------- |
| Nikola Lomnická | rzut młotem | 64,60        | 28.          | NQ    | NQ      |